# Qi Huan Gong
Qi Huan Gong ou le duc Huan de Qi (齐桓公; pinyin Qí Huán Gōng) (mort en -643), était un souverain chinois. Quinzième chef de l'État de Qi, il a été le premier des Cinq Hégémons de la Période des Printemps et des Automnes. Son nom de famille est Jiāng (姜) et son nom personnel Xiǎobái (小白). De concert avec son conseiller et ministre Guan Zhong, il est l'auteur d'importantes réformes administratives, militaires et fiscales.

## L'arrivée au pouvoir
Sous le règne de Qi Xiang Gong (Duc Xiang de Qi), le grand frère de Jiang Xiaobai, les affaires de l'état sont en désarroi. Devinant les bouleversements à venir, le maître de Xiaobai, Bao Shuya, aide son protégé à fuir vers le petit état voisin de Ju (district de Ju dans le Shandong actuel). En -686, son cousion Jiang Wuzhi tue Qi Xiang Gong et s'empare du trône. L'année suivante (-685), Jiang Wuzhi meurt à son tour aux mains de son vassal, le maître Yong, et le pays sombre dans l'anarchie, faute de souverain. 
En apprenant la chute de Jiang Wuzhi, Xiaobai embarque sur le chemin du retour, rappelé en secret par les chefs de clan de Qi, dont l'appui est assuré par son ami d'enfance, Gao Xi. En même temps, son demi-frère Gongzi Jiu (fils de duc Jiu), appuyé par l'État de Lu, retourne lui aussi vers le pays afin de saisir le pouvoir. Dans le but de bloquer le retour de Xiaobai, l'État de Lu envoie Guan Zhong couper le chemin menant de Ju vers Qi. Lors de leur rencontre, Guan Zhong décroche une flèche vers Xiaobai, et croit l'atteindre. Sauvé par un crochet en métal servant à attacher ses vêtements, celui-ci feint toutefois la mort. 
Réconforté par la nouvelle du décès de son demi-frère, Gongzi Jiu ralentit le pas, prenant six jours pour arriver à Qi. Xiaobai, caché dans un palanquin couvert, se précipite alors et est accueilli par Gao Xi, qui l'installe sur le trône. Xiaobai, en acceptant le titre de duc, prend le nom de Huan, devenant alors le duc Huan de Qi.  

## La consolidation du pouvoir
Qi Huan Gong envoie des troupes contrer l'armée de Lu, qu'il défait à Ganshi (aujourd'hui Huantai, dans la municipalité de Zibo). Ensuite, Bao Shuya écrit au marquis de Lu: « Gongzi Jiu est le frère du duc de Qi, qui ne supporterait pas le tuer personnellement. Veuillez l'exécuter vous-même. Ses maîtres Zhao Hu et Guan Zhong sont nos ennemis jurés, faites-les escorter jusqu'ici, où ils seront coupés en morceaux et mangés. Si ces exigences ne sont pas respectées, une expédition punitive sera envoyée contre vous. »
La peur s'installe au pays de Lu et Gongzi Jiu est tué. Zhao Hu se suicide, et Guan Zhong est emprisonné. Qi Huan Gong veut la tête de Guan Zhong, mais Bao Shuya l'en dissuade : « Votre serviteur a eu le bonheur de vous suivre, et vous êtes devenu le monarque. Si Votre Altesse veut gouverner le pays de Qi, alors Gao Xi et moi-même vous suffirons. Mais si vous voulez régner sur toute la Terre, il vous faudra aussi Guan Zhong. Il est capable de soumettre tous les pays, vous ne devez pas vous passer de lui. »
Le duc Huan suit ces conseils et, feignant de vouloir l'exécuter, fait venir Guan Zhong au pays de Qi. Les deux hommes discutent de l'art de gouverner et de la conquête et Huan, agréablement surpris par sa nouvelle connaissance, nomme Guan Zhong officier responsable de l'administration. C'est dans ce rôle qu'il procédera à d'importantes réformes.

## Les réformes

### Réformes administratives et politiques
Les réformes touchent les divisions administratives du pays. En premier lieu, on distingue la capitale de la frontière. La capitale compte 21 cantons (乡, xiāng), dont six sont économiques et 15 sont ordinaires (ou militaires). En partant de la base, les familles sont regroupées par cinq dans des « sentiers » (轨, guǐ). Quatre sentiers forment un « quartier » (里, lǐ) et il y quatre quartiers dans une « compagnie » (连, lián). Enfin, chaque canton compte dix compagnies.
En dehors de la capitale, les familles sont regroupées par 30 dans des municipalités (邑, yì). Dix municipalités font un zú (卒) et dix zú forment un canton. À la différence de la capitale, les cantons sont ensuite regroupés par trois dans des districts (县, xiàn), et il y a dix districts dans un fief (属, shǔ). Chaque fief a à sa tête un grand préfet (大夫, dà fū). L'état comptant en tout cinq fiefs, les cinq grands préfets si divisent l'administration nationale.

## Premier hégémon
En -667, le duc Huan convoque à Zhen (ville de Juancheng, Heze, dans le Shandong actuel) la première alliance attestée de l'histoire chinoise. Il y réunit les chefs des États de Chen, Song, ainsi que d'autres, sous sa domination. Or, les États des Plaines centrales (Nord de la Chine actuelle, centre de la civilasation chinoise de l'époque) faisaient la guerre régulièrement à leurs voisins non-Hans, qu'ils appelaient d'ailleurs des « barbares ». Sous la devise « Honorez le roi et résistez aux barbares » (尊王攘夷, pinyin: zūnwáng rǎngyí), qui fera plus tard école, l'alliance combat les montagnards du Nord ainsi que Hans de l'État de Chu, au Sud. Il s'ensuit que Huan s'érige en hégémon et il est même récompensé par le roi de Zhou. 
Les dernières années de la vie du duc Huan sont moins heureuses. Après la mort de Guan Zhong, il se fie à des conseillers de peu de valeur (Yi Ya 易牙, Shu Diao 竖刁). À la fin de ces jours, le pays s'enfonce vers l'anarchie. Mort de faim, il n'est même pas inhumé.